# Electric President
Electric President è un gruppo musicale di musica elettronica statunitense, originario di Jacksonville e attivo dal 2003.

## Formazione
- Ben Cooper
- Alex Kane
- Nick Telling

## Discografia

### Album studio
- 2006 - S/T
- 2008 - Sleep Well
- 2010 - The Violent Blue

### EP
- 2004 - You Have the Right to Remain Awesome: Volume 1 (EP)
- 2006 - You Have the Right to Remain Awesome: Volume 2